# Precision Air

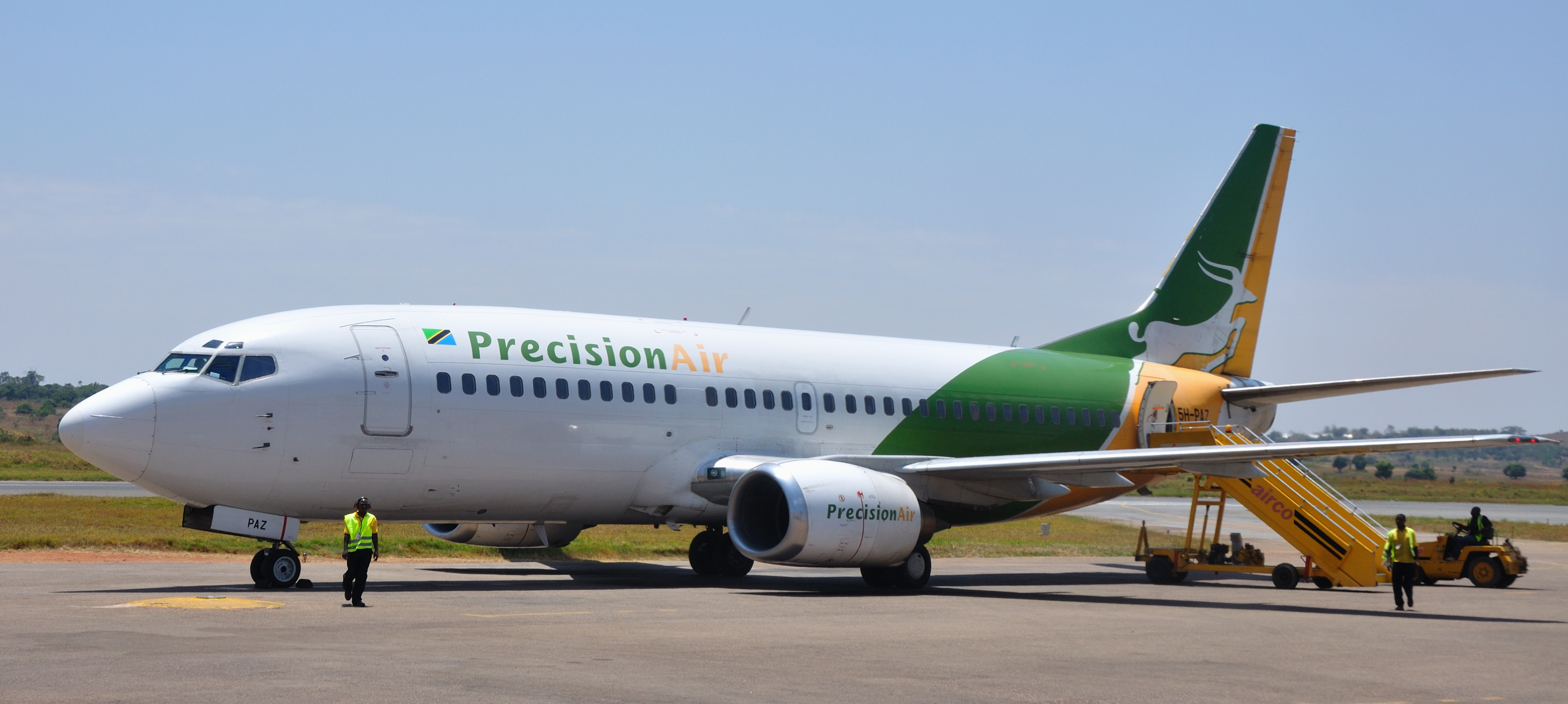
Boeing 737-300 авиакомпании Precision Air

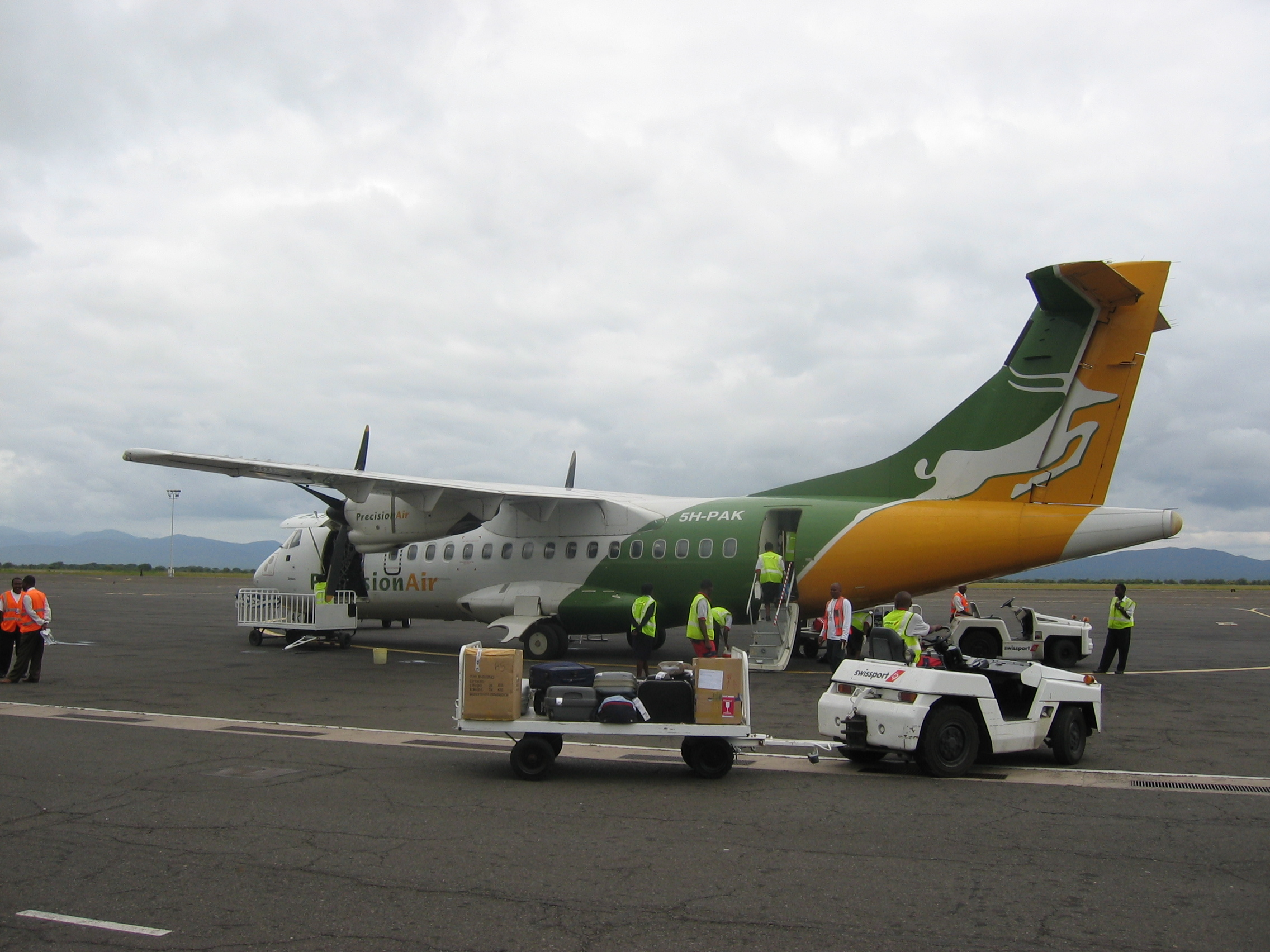
ATR 42 авиакомпании Precision Air

Precision Air (юридическое наименование — Precision Air Services Plc.) — танзанийская авиакомпания, базирующаяся в международном аэропорту имени Джулиуса Ньерере в Дар-эс-Саламе. Авиакомпания выполняет внутренние пассажирские рейсы в Танзании и международные в Кению (Найроби). Является членом ИАТА.

## История
Precision Air была основана в январе 1991 года как частная авиакомпания и начала свою деятельность в 1993 году. Первоначально компания работала как чартерная, но в ноябре 1993 года перешла на регулярные рейсы для обслуживания растущего туристического рынка.
В 2006 году Precision Air стала первой танзанийской авиакомпанией, прошедшей аудит эксплуатационной безопасности ИАТА.
В апреле 2011 года авиакомпания стала публичной компанией.

## Корпоративные данные
В 2003 году Kenya Airways за 2 миллиона долларов приобрела 49-процентную долю авиакомпании, через несколько недель после того, как ее конкурент South African Airways приобрел 49-процентную долю в Air Tanzania за 20 миллионов долларов. Оставшийся 51 процент остался за Майклом Ширимой, основателем авиакомпании.
В октябре 2011 года Precision Air разместила свои акции в ходе первичного публичного размещения на фондовой бирже Дар-эс-Салама. Новые акционеры владели 15,86 % компании.

## Код-шеринговые соглашения
Авиакомпания Precision Air имеет код-шеринговые соглашения со следующими авиакомпаниями:
- Etihad Airways (на рейсе Абу-Даби — Дар-эс-Салам)[13],
- Kenya Airways[14],
- LAM Mozambique Airlines (на рейсе Мапуту — Нампула — Пемба — Дар-эс-Салам)[15],
- RwandAir (на рейсе Кигали — Килиманджаро)[16]

## Флот

### Нынешний флот
По данным на март 2022 года авиакомпания Precision Air эксплуатирует следующие типы воздушных судов:
| Тип    | Количество | Примечания |
| ------ | ---------- | ---------- |
| ATR 42 | 2          |            |
| ATR 72 | 5          |            |

### Бывший флот
| Тип            | Год ввода | Год вывода |
| -------------- | --------- | ---------- |
| Boeing 737-300 | 2004      | 2013       |

## Авиационные происшествия и катастрофы
- 26 июля 1999 года самолёт Let L-410UVP-E9 с бортовым номером 5H-PAB, совершил посадку без шасси в аэропорту Аруши во время тренировочного полета, выполняя заход на посадку. Два члена экипажа и три пассажира, находившиеся на борту не пострадали[18].
- 16 ноября 2004 года самолёт Let L-410UVP-E20 с бортовым номером 5H-PAC потерпел крушение при посадке во время тренировочного полета в аэропорту Килиманджаро. Два пилота получили лёгкие травмы[19].
- 8 июля 2007 года самолёт ATR 72-212 с бортовым номером 5H-PAR выкатился за пределы взлётно-посадочной полосы при посадке в международном аэропорту Найроби. Он свернул вправо и остановился на рулёжной дорожке F. Передняя стойка шасси разрушилось. Никто не пострадал. Самолёт был существенно повреждён. Вероятной причиной аварии стала асимметрия мощности реверса при посадке. Рычаги управления заклинило в одном положении[20].
- 13 декабря 2013 года самолёт ATR 42-600 с бортовым номером 5H–PWI совершил аварийную посадку в аэропорту Аруши после того, как его четыре шины шасси спустились при посадке. Все 37 пассажиров и 4 члена экипажа выжили. Впоследствии авиакомпания объяснила, что более высокие тормозные усилия, вызванные посадкой самолёта при попутном ветре, вызвали спуск шин[21].
- 10 июля 2014 года у самолёта ATR 72-500 с бортовым номером 5H-PWA отказал двигатель № 2. Самолёт вернулся в аэропорт вылета (международный аэропорт Килиманджаро). Воздушное судно приземлилось нормально; однако после выбора режима холостого хода (согласно объяснению капитана) воздушное судно повернуло на левую сторону и выкатилось за пределы взлётно-посадочной полосы, задев один из огней взлетно-посадочной полосы, и продолжило катиться по травяному полю параллельно взлётно-посадочной полосе 09 примерно 180 метров, прежде чем вернуться на взлетно-посадочную полосу. Сообщений о пострадавших не поступало[22].
- 9 декабря 2018 года самолёт ATR 72 с 68 пассажирами, следовавший из Найроби в Мванзу через Килиманджаро, был вынужден экстренно приземлиться из-за птиц, которые врезались в шасси, что вызвало трудности при посадке[23].
- 6 ноября 2022 года самолёт ATR 42-500 с 49 пассажирами на борту, следовавший из Дар-эс-Салама в Букобу, потерпел крушение при подходе к аэропорту Букоба. Предположительно, причиной катастрофы стала плохая погода[24][25].